# 金子りえ
金子 りえ（かねこ りえ、1997年7月1日 - ）は、日本の元アイドル。ハロー!プロジェクトに所属するハロプロ研修生（旧・ハロプロエッグ）の元メンバー。元アップフロントプロモーション（旧：アップフロントエージェンシー）所属。

## 略歴
2008年
- 3月、ハロプロエッグに加入[1][2]。
- 6月22日、赤坂BLITZで開催された「2008 ハロー!プロジェクト新人公演6月 〜赤坂HOP!〜」において、竹内朱莉、譜久村聖と共にハロプロエッグに加わったことが発表された。
- 7月26日、この日公開された映画『憐 Ren』の舞台挨拶に参加[3]。同映画にはマリ役で出演[3]。
- 9月23日、メルパルクホールで開催された「2008 ハロー!プロジェクト新人公演9月 〜芝公園STEP!〜」において、初ステージを踏む[2]。

2014年
- 1月2日、ハロプロ研修生オフィシャルファンクラブページのプロフィールから削除された[4]。
- 5月4日、中野サンプラザで開催された『ハロプロ研修生 発表会2014 〜春の公開実力診断テスト〜』にて、研修生としての活動を終了したことが公式に発表され、本人からのメッセージがMCのまことにより代読された[5]。

## 出演

### 映画
- 憐 Ren（2008年7月26日） - マリ 役[3]
- 星砂の島のちいさな天使 〜マーメイドスマイル〜（2010年6月19日）[6]
- 今日、恋をはじめます（2012年12月8日）[7]

### コンサート
- 2008 ハロー!プロジェクト新人公演6月 〜赤坂HOP!〜（2008年6月22日、赤坂BLITZ）
- 2008 ハロー!プロジェクト新人公演9月 〜芝公園STEP!〜（2008年9月23日、メルパルクホール）
- 2008 ハロー!プロジェクト新人公演11月 〜横浜JUMP!〜（2008年11月24日、横浜BLITZ）
- 2009 ハロー!プロジェクト新人公演4月 〜横浜HOP!〜（2009年4月4日、横浜BLITZ）
- 2009 ハロー!プロジェクト新人公演6月 〜中野STEP!〜（2009年6月7日、中野サンプラザ）[8]
- 2009 ハロー!プロジェクト新人公演9月 〜横浜JUMP!〜（2009年9月23日、横浜BLITZ）[9]
- 2009 ハロー!プロジェクト新人公演11月 〜横浜FIRE!〜（2009年11月23日、横浜BLITZ）[10]
- 2010 ハロー!プロジェクト新人公演3月 〜横浜GOLD!〜（2010年3月27日、横浜BLITZ）[11]
- 2010 ハロー!プロジェクト新人公演6月 〜横浜HOP!〜（2010年6月5日、横浜BLITZ）[12]
- 2010 ハロー!プロジェクト新人公演9月 〜横浜STEP!〜（2010年9月5日、横浜BLITZ）[13]
- 2010 ハロー!プロジェクト新人公演11月 〜横浜JUMP!〜（2010年11月28日、横浜BLITZ）[14]
- ハロプロ エッグ 2011 発表会〜9月の生タマゴShow!〜（2011年9月11日、横浜BLITZ）[15]
- ハロプロ研修生 発表会 2012 〜3月の生タマゴShow!〜（2012年3月31日、日本橋三井ホール）[16]
- ハロプロ研修生 発表会 2012〜6月の生タマゴShow!〜（2012年6月17日、山野ホール）[17]
- ハロプロ研修生 2012発表会 〜9月の生タマゴShow!〜（2012年9月9日、山野ホール）[18]
- モーニング娘。誕生15周年記念コンサートツアー2012秋〜カラフルキャラクター〜（2012年9月 - 12月）[19]
- ハロプロ研修生 発表会 2013〜3月の生タマゴShow！〜（2013年3月31日、横浜BLITZ）[20]
- ハロプロ研修生 発表会 2013〜6月の生タマゴShow！〜（2013年6月8日・15日、メルパルク TOKYO・御堂会館）[21]
- ハロプロ研修生 発表会 2013〜9月の生タマゴShow！〜（2013年9月15日・21日、横浜BLITZ・東別院ホール）
- モーニング娘。コンサートツアー2013秋 〜CHANCE！〜（2013年10月26日 - 11月28日）[22]
- Berryz工房10周年記念 日本武道館スッペシャルライブ2013　〜やっぱりあなたなしでは生きてゆけない〜（2013年11月29日、日本武道館）
- ハロプロ研修生 発表会 2013〜12月の生タマゴShow！〜（2013年12月7日・8日・21日、東別院ホール・なんばHatch・ディファ有明）[23]

### イベント
- ハロプロエッグデリバリーステーション in 夏Sacas'09 Sacas Water Park「夏Sacas エンディングセレモニー」（2009年7月24日、赤坂サカス）[24]
- ハロプロ エッグ　汐留AXイベント（2011年6月19日、汐留AX）[25][26]。
- 汐博「汐留☆アイドルカーニバル!2011 in SHIODOME-AX」ハロプロ エッグ新メンを迎えて〜夏期休暇中デラAX!〜（2011年8月11日・18日、汐留AX）[27][28]
- 汐博2012 汐留☆アイドルカーニバル!2012 ハロプロ研修生 夏季休暇中〜汐留ハンター〜（2012年8月26日、汐留AX）[29][30]
- ハロプロ研修生 発表会2013 〜春の公開実力診断テスト〜（2013年5月5日、中野サンプラザ）[31]

### その他
- ポケモームービー 今日は何の日?エッグの日!（2008年、不定期出演、携帯サイト）
- 2010秋季エッグ研修発表会〜女優宣言〜（2010年10月2日、時事通信ホール）[32]